# Municipio de Etna-Troy
El municipio de Etna-Troy (en inglés: Etna-Troy Township) es un municipio ubicado en el condado de Whitley en el estado estadounidense de Indiana. En el año 2010 tenía una población de 1889 habitantes y una densidad poblacional de 20,24 personas por km².

## Geografía
El municipio de Etna-Troy se encuentra ubicado en las coordenadas 41°15′23″N 85°34′48″O / 41.25639, -85.58000. Según la Oficina del Censo de los Estados Unidos, el municipio tiene una superficie total de 93.34 km², de la cual 91,14 km² corresponden a tierra firme y (2,36 %) 2,2 km² es agua.

## Demografía
Según el censo de 2010, había 1889 personas residiendo en el municipio de Etna-Troy. La densidad de población era de 20,24 hab./km². De los 1889 habitantes, el municipio de Etna-Troy estaba compuesto por el 98,62 % blancos, el 0,16 % eran afroamericanos, el 0,05 % eran amerindios, el 0,11 % eran asiáticos, el 0,37 % eran de otras razas y el 0,69 % eran de una mezcla de razas. Del total de la población el 1,11 % eran hispanos o latinos de cualquier raza.